# Davidson (Saskatchewan)
Pour les articles homonymes, voir Davidson.
Davidson est une communauté située dans la province de la Saskatchewan, dans le centre-sud.